# Христо Тошков
Христо Тошков е български политик.

## Биография
Роден на 11 май 1944 г. във варненското село Гроздьово. Завършва основно образование в Гроздево, а средно във Варна. По-късно учи висше образование във ВИСИ хидроинженерство. В периода 1972 – 1974 е на работа в Окръжния народен съвет във Варна. Влиза в БКП. Между 1974 и 1977 е председател-кмет на Изпълнителния комитет на ОНС на Аксаково. От 1977 до 1979 е началник отдел Архитектура и благоустройство с ранг на заместник-кмет. В периода 1979 – 1985 е кмет на град Варна. През 1986 – 1999 година е кмет на Аксаково..